# Edizioni BD
Edizioni BD è una casa editrice italiana fondata a Milano nel 2005. Pubblica soprattutto fumetti, con un catalogo che spazia dalla bande dessinée franco-belga a fumetti italiani, statunitensi e asiatici.

## Storia
Fondata da Tito Faraci e Marco Schiavone nel 2005, Edizioni BD nacque con l'intenzione di diffondere sul mercato italiano la bande dessinée franco-belga, da cui la scelta del nome. In seguito il suo catalogo si è ampliato a contenere opere anglofone e italiane. Dal 2006, tramite la sua etichetta J-Pop, ha avviato una pubblicazione dedicata a un catalogo di opere giapponesi e asiatiche.
Nel 2012 ha effettuato una fusione con la casa editrice GP Publishing, che era stata fondata nel 2009 come divisione editoriale di Grani & Partners. Il nuovo editore è stato assorbito da Edizioni BD diventandone una etichetta con il nome di GP Manga. Nel 2016 la linea è stata poi accorpata con l'etichetta J-Pop.
Nel 2018 Edizioni BD si è fusa con la casa editrice Dentiblù, fondata nel 2000 da Stefano Bonfanti e Barbara Barbieri, creatori del personaggio Zannablù.
Il 19 maggio 2025 è stata annunciata l'acquisizione del 70% delle azioni dell'azienda da parte della casa editrice nipponica Kadokawa Corporation.

## Collane
- Francophone per i fumetti franco-belgi;
- Supersonic per i comics statunitensi;
- Alta fedeltà per le opere legate sia alla narrativa che ai fumetti;
- Kidz per i bambini;
- Revolver per i romanzi noir (editor: Matteo Strukul)[1].
- BD Next; dedicata ai giovani esordienti del fumetto italiano[10].
- BD Icon (ex BD Rock): collana editoriale basata sulla tematica musicale[11].

## Etichette

### J-Pop Manga
J-Pop Manga è un'etichetta editoriale di Edizioni BD nata nel 2006, le cui pubblicazioni si concentrano sui fumetti giapponesi e asiatici. La produzione è varia: dallo shōnen al seinen, ma anche titoli Boys' Love e yuri. J-POP Manga ha inoltre sviluppato una collana dedicata alle light novel.
Da luglio 2018, ha avviato una collaborazione con Hazard Edizioni, con l'obiettivo di pubblicare in italiano alcune opere già edite e altre ancora inedite di Osamu Tezuka. Nel 2019 J-Pop è stato premiato da AnimeClick.it come miglior editore manga dell'anno.